# 亨宁·霍尔斯特
亨宁·霍尔斯特（丹麥語：Henning Holst，1891年10月25日—1975年3月20日），丹麦男子曲棍球运动员。他曾代表丹麦参加1920年、1928年和1936年夏季奥林匹克运动会曲棍球比赛，其中1920年奥运会获得一枚银牌。